# Omri Casspi
Omri Casspi (Hebreo: עמרי כספי) (Yavne, Israel, 22 de junio de 1988) es un exjugador de baloncesto israelí que disputó 10 temporadas en la NBA además de jugar en la liga de Israel. Con 2,05 metros de altura, jugaba de alero y se convirtió en el primer jugador israelí en formar parte de un equipo de la NBA.

## Trayectoria

### Inicios en Israel
Se formó en las categorías inferiores del Hapoel Holon. En 2005 fichó por el Maccabi Tel Aviv.
En un partido benéfico entre los New York Knicks y el Maccabi de Tel Aviv el 11 de octubre de 2007, Casspi anotó 8 puntos en diez minutos, con tres aciertos de tres intentos, incluido un triple.

### NBA
Tras no tener garantizado un puesto en la primera ronda del Draft de la NBA de 2008, Casspi optó por retirarse del mismo, pero en el Draft de la NBA de 2009 fue elegido en el puesto 23 por los Sacramento Kings.
En febrero de 2017, DeMarcus Cousins y Casspi son traspasados a los New Orleans Pelicans a cambio de Buddy Hield, Tyreke Evans, Langston Galloway y las elecciones de New Orleans en primera ronda del Draft de 2017 y en segunda ronda en 2019. En su único partido con los Pelicans, frente a los Rockets, Casspi se rompió el pulgar derecho. Tras perderse seis semanas de competición, los Pelicans renunciaron a él, y fue contratado por Minnesota Timberwolves, con los que jugó hasta final de temporada..
El 12 de julio de 2017, Casspi firma con Golden State Warriors. Con los que disputó 53 partidos de temporada regular, pero fue descartado para jugar PlayOffs, para hacer hueco a Quinn Cook.
El 11 de julio de 2018, Casspi firma con Memphis Grizzlies.
El 4 de noviembre de 2018, Omri recibió el anillo de campeón de la NBA, por su paso por Golden State Warriors. A pesar de que no disputó ni un solo minuto en PlayOffs, los Warriors le otorgaron esta distinción por su contribución al equipo durante a temporada regular.
Al comienzo de la temporada 2018/19, Casspi no había participado todavía en unos Playoffs, convirtiéndose en el jugador en activo con la trayectoria más larga, en no disputar ningún partido de postemporada, y ocupa el cuarto puesto en la historia de la liga.

### Vuelta a Israel y retirada
El 13 de agosto de 2019, tras más de una década en la NBA, firma con el Maccabi Tel Aviv de la liga israelí y la Euroliga.
Después de dos temporadas en el equipo que lo vio debutar, el 18 de julio de 2021, Casspi anuncia su retirada del baloncesto profesional.

## Selección nacional
Ha sido internacional con la selección de baloncesto de Israel, de la que fue capitán en el EuroBasket 2015.

## Estadísticas de su carrera en la NBA

### Temporada regular
| Año     | Equipo       | PJ  | PT  | MPP  | %TC  | %3P  | %TL  | RPP | APP | ROB | TPP | PPP  |
| ------- | ------------ | --- | --- | ---- | ---- | ---- | ---- | --- | --- | --- | --- | ---- |
| 2009-10 | Sacramento   | 77  | 31  | 25.1 | .446 | .369 | .672 | 4.5 | 1.2 | .7  | .2  | 10.3 |
| 2010-11 | Sacramento   | 71  | 27  | 24.0 | .412 | .372 | .673 | 4.3 | 1.0 | .8  | .2  | 8.6  |
| 2011-12 | Cleveland    | 65  | 35  | 20.6 | .403 | .315 | .685 | 3.5 | 1.0 | .6  | .3  | 7.1  |
| 2012-13 | Cleveland    | 43  | 1   | 11.7 | .394 | .329 | .537 | 2.7 | .7  | .6  | .3  | 4.0  |
| 2013-14 | Houston      | 71  | 2   | 18.1 | .422 | .347 | .680 | 3.7 | 1.2 | .6  | .2  | 6.9  |
| 2014-15 | Sacramento   | 67  | 19  | 21.1 | .489 | .402 | .733 | 3.9 | 1.5 | .5  | .1  | 8.9  |
| 2015-16 | Sacramento   | 69  | 21  | 27.2 | .481 | .409 | .648 | 5.9 | 1.4 | .8  | .2  | 11.8 |
| 2016-17 | Sacramento   | 22  | 2   | 18.0 | .453 | .379 | .571 | 4.1 | 1.2 | .5  | .0  | 5.9  |
| 2016-17 | New Orleans  | 1   | 0   | 24.0 | .556 | .500 | .000 | 2.0 | .0  | .0  | .0  | 12.0 |
| 2016-17 | Minnesota    | 13  | 0   | 17.1 | .487 | .200 | .625 | 1.5 | .8  | 1.0 | .2  | 3.5  |
| 2017-18 | Golden State | 53  | 7   | 14.0 | .580 | .455 | .725 | 3.8 | 1.0 | .3  | .4  | 5.7  |
| 2018-19 | Memphis      | 36  | 0   | 14.4 | .534 | .349 | .672 | 3.2 | .7  | .6  | .3  | 6.3  |
| Total   | Total        | 588 | 145 | 20.3 | .454 | .368 | .678 | 4.0 | 1.1 | .6  | .2  | 7.9  |

## Logros y reconocimientos
Maccabi Tel Aviv Basketball Club
- 4x Ligat Winner (2006, 2009, 2020, 2021)
- 2x Copa Estatal de baloncesto (2006, 2021)